# Athena von Eretria

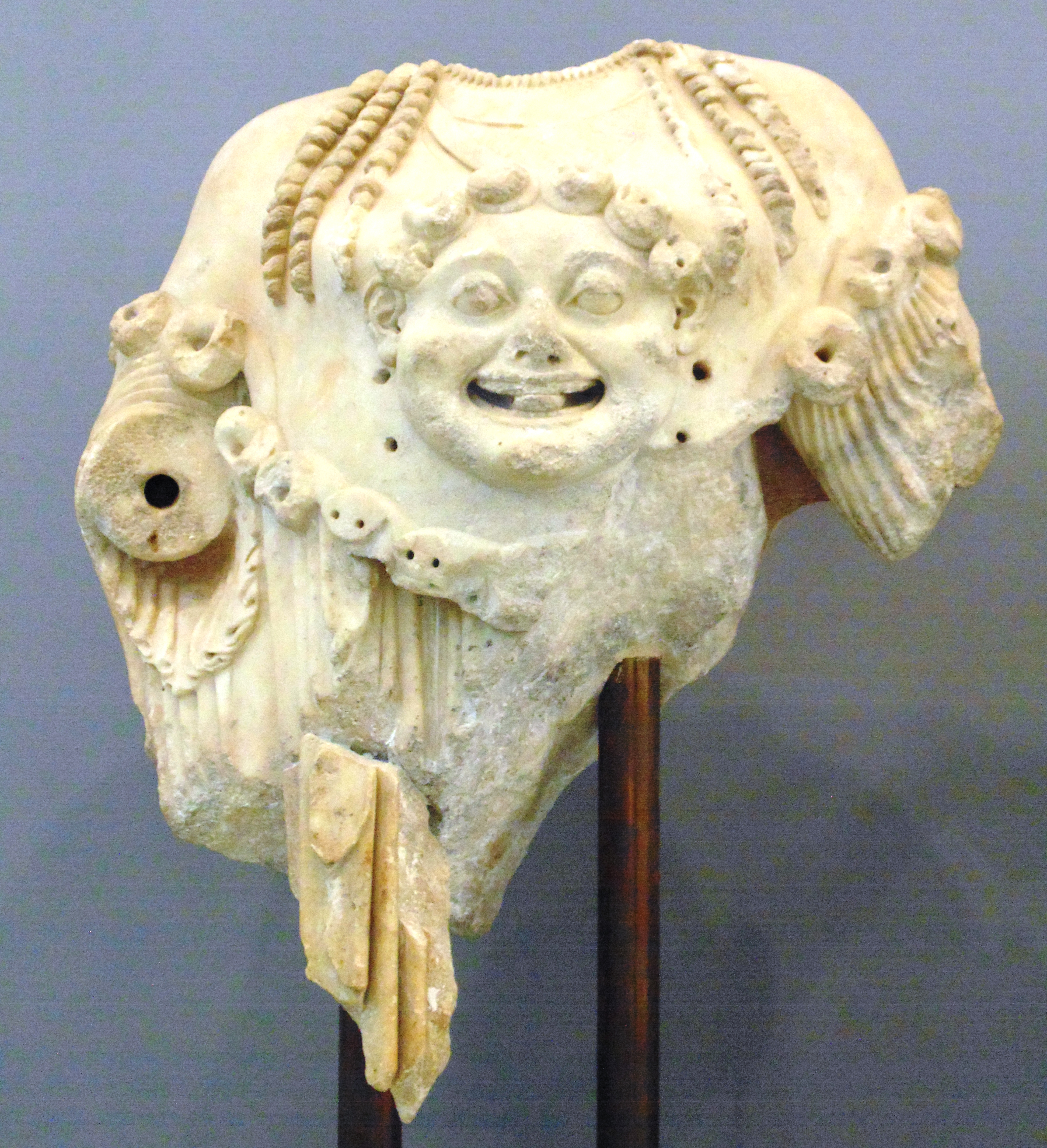
Athena von Eretria

Die Athena von Eretria ist eine aus parischem Marmor gefertigte, auf die Zeit um 510/500 v. Chr. datierte Darstellung der griechischen Göttin Athena.
Dieses Torsofragment einer aufrecht stehenden Athenastatue wurde um 1900 in Eretria auf Euböa gefunden und befindet sich im örtlichen Museum (Inv. Nr. 5). Es gehörte zu einer Giebelgruppe eines Apollon-Tempels, der um 510 v. Chr. erbaut wurde und schon ca. 20 Jahre später von den Persern auf ihrem Kriegszug gegen die Griechen zerstört wurde.
Die Athenastatue stand in der Mitte des Giebelfeldes, das den Kampf der Amazonen gegen die Helden Herakles und Theseus darstellte. Auf der Brust der Athene ist ein großes Gorgoneion, ein schrecklicher Medusenkopf, dargestellt. Er gehört zu den Waffen der Athene, die diesen Kopf auf ihrem göttlichen Ziegenfell trägt und der die Feinde in Angst und Schrecken versetzen sollte.
Der Giebelschmuck mit seinem sehr attischen Bildthema könnte eine Schenkung der Athener gewesen sein. Denn Eretria unterstützte Athen in einigen Konflikten, gewährte den gestürzten attischen Tyrannen Exil und half ihnen bei der Rückgewinnung ihrer Macht. (Siehe auch Geschichte Eretrias.)